# Let's Fly
Let's Fly è il primo EP del gruppo musicale sudcoreano B1A4, pubblicato nel 2011.

## Tracce
1. O.K. – 4:13 (testo: Geul Gongjang – musica: Seo Young Bae)
2. Remember – 3:16 (testo: Park Gangil – musica: Park Gangil)
3. Only Learned Bad Things (못된 것만 배워서; Motdwoen Geotman Baewoseo) – 3:43 (testo: Wheesung – musica: Lim Sang Hyuk, Jeon Da Woon, Lee Sang Ho)
4. Bling Girl – 3:37 (testo: Jinyoung – musica: Jinyoung)
5. Only One – 3:37 (testo: Hwang Sungjin – musica: Lee Juhyung , Lee Sang Ho)
6. O.K (Instrumental) – 3:33 (testo: - – musica: Seo Young Bae)